# ECHONET Lite
ECHONET Lite（エコーネットライト）は、エコーネットコンソーシアムが策定した通信プロトコルの一種であり、スマートハウス向け制御プロトコルおよびセンサーネットプロトコルであり、ISO規格およびIEC規格として国際標準化されたものである。
2011年12月16日、経済産業省に日本国内でのHEMS標準プロトコルとして認定され、2012年2月24日、経済産業省に日本国内でのスマートメータとHEMSを繋ぐ標準プロトコルとして認定された。

## 概説
ECHONET Liteはエコーネットコンソーシアムの会員であるパナソニック、東芝、三菱電機、日立らによって策定されたOSI参照モデルをベースとした通信プロトコルである。
従来のECHONET規格の通信ミドルウェア部分を作り直し、普及の妨げであったソフトウェアの実装量を軽くしたことが特徴であり、ECHONET Liteと命名された。従来のECHONET規格では、電力線搬送通信や特定小電力無線などの物理層やMAC層も規格化していた。しかし、ECHONET Lite規格ではグローバルスタンダードな通信方式に柔軟な対応をするため、物理層やMAC層を規格の対象外とした。
創エネ、蓄エネ、省エネをコンセプトとしたスマートハウス向けのシステムをベンダの垣根を越えて相互接続できるようにすることを目指している。
オブジェクト指向を用いた設計思想により、エアコン、照明、給湯器、太陽光発電システム、蓄電池、スマート電力量計、各種センサなどをオブジェクト化し、GET(状態取得)、SET(設定・操作)、ANNOUNCE(通知)などと呼ばれるアクセスルールによって、これらの機器を操作したり、状態を取得したりすることができる。
これら機器オブジェクトに対するアクセスインタフェースがECHONET Lite通信プロトコルである。
ECHONET Liteを搭載した機器の台数
2013年度から2022年度までのデータを見ると、スマートメータを除くECHONET Lite機器の出荷の累計が 5,922万台。ECHONET Liteを搭載したスマートメーターの累計設置台数は約7,957万台。それらを合計すると、2022年度までのECHONET Lite搭載機器の累計出荷台数は1億3,879万台である。

## ECHONET Lite通信プロトコル
ECHONET Lite通信プロトコルは、ECHONET Liteフレーム(または、ECHONET Lite電文)と呼ばれるメッセージをやり取りする通信手順である。個別通信または一斉同報通信を用いてECHONET Liteフレームを送受信する。
ECHONET Liteフレームは、ヘッダ(EHD)、トランザクションID(TID)と、送信元オブジェクト(SEOJ)、送信先オブジェクト(DEOJ)、アクセスルールを指定するサービス(ESV)、アクセス先プロパティ(EPC)、アクセス先プロパティ値(EDT)などから構成される。
ESVには、GET(状態取得)、SET(設定・操作)、ANNOUNCE(通知)などがあり、オブジェクトへのアクセスが決定される。
GETやSETはコントローラからポーリングして状態取得や制御・操作するようなシステムに用いる。ANNOUNCE(通知）は主にセンサ機器の自律的な発報やECHONET Liteノードのプラグアンドプレイの実現に用いられる。

## ECHONET Lite通信ミドルウェア
ECHONET Lite通信ミドルウェアは、ECHONET Lite通信プロトコルを処理するECHONET通信処理部とECHONET機器オブジェクト、プロファイルオブジェクトなどで構成される。
ECHONET Lite通信ミドルウェアは、OSI参照モデルでは第5層～第7層に相当する。第4層以下はエコーネットコンソーシアムとしては特に規定していない。
ネットワーク層としてIPv4やIPv6を使ってもよいし使わなくてもよい。MAC層・物理層としてイーサネットやBluetooth、IEEE802.11b/g/n、IEEE802.15.4などを使ってもよい。
ただし、UDP/IPを使う場合はポート番号3610番を宛先ポート番号として使用することが規定されている。また、IPv4を使用してECHONET Lite通信プロトコルの一斉同報通信をする場合は、ECHONET専用のマルチキャストアドレス(224.0.23.0)を使用する。IPv6を使用する場合は、全ノードマルチキャストアドレス(FF02::1)を使用する。
アプリケーションプログラミングインタフェース(API)はエコーネットコンソーシアムとしては特に規定していない。

## ECHONET機器オブジェクト
ECHONET機器オブジェクトはECHONETが対象としているエアコン、照明、給湯器、太陽光発電システム、蓄電池、スマート電力量計、各種センサなどを抽象化し、共通のアクセスインタフェースで制御できるようにしたものである。
プロパティと呼ばれる属性やオペレーションの定義がある。そのプロパティやプロパティの値はエコーネットコンソーシアムによってバイナリで定義されている。これらはHBS(ホームバスシステム)と呼ばれる日本電子機械工業会（現・電子情報技術産業協会）が1988年に標準化したホームネットワーク向けの規格がベースになっている。
各機器オブジェクトは、スーパークラスオブジェクトとクラスグループオブジェクトを継承し、インスタンスの概念を持つ。各機器オブジェクトは、識別番号プロパティと呼ばれる属性によって個々を識別することができる。
現在、80種類以上の機器をECHONET Liteの機器オブジェクトとして定義している。

## ノードプロファイルオブジェクト
プラグアンドプレイを実現するために、ノードプロファイルオブジェクトと呼ばれる仕組みが定義されている。

## 実装
- OpenECHO (オープンソース)
- TOPPERS/ECNL (オープンソース)

## ECHONET Lite機器の種類
ECHONET Lite規格書では、「フルECHONET Lite機器」 「ECHONET Liteレディ機器」 「ECHONET Liteミドルウェアアダプタ」などを規定している。
また、ECHONET Lite仕様書では、従来規格にはなかった送信専用機器というカテゴリを追加し、送信しかできないようなリソースの少ないセンサ機器のニーズにも対応できるようにした。
IPネットワークなどで必要なルータやブリッジ、アクセスポイントなどはECHONET Lite規格の対象外である。

### ECHONET Liteレディ機器
ECHONET Liteレディ機器は、ECHONET Lite通信ミドルウェアを機器本体には持たないがECHONET Lite機器として認定されたものである。
ECHONET Liteレディ機器は、アドオンでECHONET Liteミドルウェアアダプタを追加すると、ECHONET Lite機器対応できる。
従来のECHONETレディ機器とも互換性を持ち、ECHONETレディ機器はECHONET Liteミドルウェアアダプタをアドオン（追加）すれば、ECHONET Lite機器対応できるとしている。
エコーネットコンソーシアムは、ECHONET レディ機器が既に（いつ？までに）1,400万台以上出荷された状態だと公表した。

### ECHONET Liteのシステムアーキテクチャ
ECHONET Lite規格書は主に通信ミドルウェアを規定し、外部システムと接続するゲートウェイやアプリケーションの配信の仕組みなどは定義していない。
これらの仕組みについては、規格の対象外の競争分野としている。
クライアントサーバモデルの集中制御型、自律分散制御型、APSやクラウド型など多くのシステムアーキテクチャに柔軟に対応できる。

## 開発会社
下に挙げる会社はECHONET Liteを開発しており、ECHONET Liteの機器認証を取得していることを公表している。
- 株式会社ユビキタス（世界最小のECHONET Liteを開発）
- 株式会社ACCESS
- 東芝ライテック株式会社、
- 株式会社 日新システムズ
- 東芝デジタルメディアエンジニアリング株式会社
- サーコム・ジャパン株式会社
- シンセー電機株式会社
- パナソニック株式会社
- 大和ハウス工業株式会社
- 富士通株式会社
- シャープ株式会社
- 図研エルミック株式会社

## ECHONET Lite規格　認証済み機器開発メーカリスト
- 株式会社ユビキタス
- 東芝ライテック株式会社
- 株式会社 日新システムズ
- 東芝デジタルメディアエンジニアリング株式会社
- サーコム・ジャパン株式会社
- シンセー電機株式会社
- パナソニック株式会社
- 大和ハウス工業株式会社
- 富士通株式会社
- シャープ株式会社
- 図研エルミック株式会社

## HEMS認証支援センター
学校法人 幾徳学園 神奈川工科大学ではHEMS認証支援センターを設立し、ECHOENT Lite機器の開発促進を目指して、開発のデバッグや機器の認証をサポートする施設を一般に公開・提供しており、ソフトウェア開発を支援するための無料の開発支援キットについても準備がすすめられている。

## 歴史
年表
特に断りがない限り、ECHONET Lite 規格書およびエコーネットコンソーシアム公開資料に基づく。
- 2011年3月9日、ECHONET Lite Ver.1.00 Draft版をコンソーシアム会員内公開。
- 2011年6月30日、ECHONET Lite Ver.1.00 版をコンソーシアム会員内公開。
- 2011年12月21日、ECHONET Lite Ver.1.00 版を一般公開。
- 2012年1月25日、ECHONET Lite Ver.1.01 Draft版をコンソーシアム会員内公開。
- 2012年3月5日、ECHONET Lite Ver.1.01版を一般公開。